# Bluestonehenge
Bluestonehenge o Bluehenge (també conegut com a West Amesbury Henge és un henge prehistòric i un monument pedres en cercle que fou descobert pel Stonehenge Riverside Project a aproximadament 2 km al sud-est de Stonehenge, al comtat de Wiltshire, Anglaterra. Les restes que en queden actualment són el vall de l'henge i una sèrie de clots de suport de les pedres.

## Excavacions
El jaciment fou excavat a l'agost de 2008 i de 2009, i els arqueòlegs el consideraren una troballa important. Els detalls complets del descobriment es publicaren el 2010 al British Archaeology.
Mike Parker Pearson i el seu equip d'investigadors tingueren un paper clau en el descobriment d'un nou jaciment d'henge al riu Avon que està vinculat amb Stonehenge. Aquest nou descobriment ocorregué durant el Stonehenge Riverside Project i li donaren el nom de "Bluestonehenge" o "Blueheng" perquè es trobaren restes de gres blau durant l'excavació. Aquestes pedres blaves provenen d'una pedrera de les muntanyes gal·leses de Preseli Hills, situades a 240 km de distància d'ací.
Per a Parker, un henge sovint es pensa, incorrectament, que significa una estructura circular de pedra, tot i que, de fet, henge es refereix a una estructura tancada feta amb terra comprimida que conté una rasa a l'interior del bancal, i dona la impressió de mantenir alguna cosa dins del recinte. Això implicaria que Stonehenge té un nom incorrecte, ja que la seua rasa es troba a l'exterior del bancal, la qual cosa significa que no és realment un henge segons la definició originària.
En conjunt, el monument està datat entre el 3000 i el 2500 ae i constava d'un conjunt circular de grans pedres verticals (probablement 27) d'uns 10 m de diàmetre, envoltat per un fossat.